# Deutschland Archiv

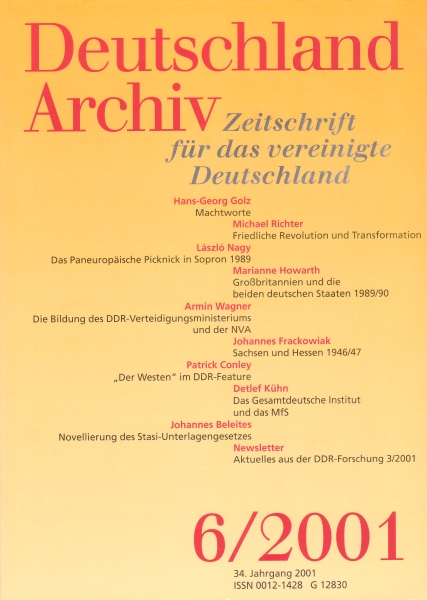
«Deutschland Archiv», 6/2001

Журнал Deutschland Archiv («Германский архив») был традиционным специальным изданием, исследовавшим в первую очередь историю взаимоотношений ГДР и ФРГ. Он издавался с 1968 по 2012 год. Сейчас, с высоты нашего времени, журнал «Die Zeit» называет «Deutschland Archiv» важнейшим журналом в исследовании истории Восточной и Западной Германии.
В марте 2009 года вызвала шумиху статья Гельмута Мюллера-Енбергса, в которой описывается биография бывшего служащего берлинской полиции Карла-Хайнца Курраса. 2 июня 1967 года Куррас застрелил студента Бенно Онезорга, будучи неофициальным сотрудником Министерства государственной безопасности.
В числе постоянных авторов издания «Deutschland Archiv» были Эрих Лёст, Карл Вильгельм Фрике и Вольфганг Темплин. В журнале публиковались также молодые историки Патрик Конли (Берлин) и Богдан Музьял (Варшава).